# Peter Mills
Peter Mills (* 31. März 1988 in Nottingham) ist ein britischer Badmintonspieler. 

## Karriere
Peter Mills gewann 2007 sowohl den nationalen als auch den europäischen Juniorentitel im Herrendoppel. 2010 siegte er bei den Scottish Open und den Bulgarian International. 2011 nahm er an der Badminton-Weltmeisterschaft teil.

## Sportliche Erfolge
| Saison | Veranstaltung                             | Disziplin    | Platz | Name                          |
| ------ | ----------------------------------------- | ------------ | ----- | ----------------------------- |
| 2007   | England: Einzelmeisterschaft der Junioren | Herrendoppel | 1     | Chris Adcock / Peter Mills    |
| 2007   | Junioren-Europameisterschaft              | Herrendoppel | 1     | Peter Mills / Chris Adcock    |
| 2010   | Bulgarian International                   | Herrendoppel | 1     | Peter Mills / Marcus Ellis    |
| 2010   | Scottish Open                             | Herrendoppel | 1     | Peter Mills / Marcus Ellis    |
| 2010   | Europameisterschaft                       | Herrendoppel | 5     | Peter Mills / Marcus Ellis    |
| 2012   | Czech International                       | Herrendoppel | 1     | Chris Langridge / Peter Mills |
| 2012   | Bitburger Open                            | Herrendoppel | 2     | Chris Langridge / Peter Mills |